# 麻亜里
麻亜里（まあり、1992年1月8日 - ）は、日本のモデル、タレント、女優、ヨガインストラクターである。福島県郡山市出身。

## 略歴
- 2004年5月、原宿でスカウトをされ芸能界入り。
- 2005年、おはガールとなる[1]。
- 2009年2月28日をもって所属していたビーイング傘下のLOOPのタレント部門が閉鎖となり同じくビーイング傘下のWhite Dreamへ移籍。
- 2010年6月末、ブログが終了し芸能界を一旦引退。
- 2011年10月13日、同事務所にて活動を再開。
- 2014年3月、通っていた大学を卒業[2]。
- 2018年、ヨガインストラクターの資格を取得[3]。
- 2020年、2018年にビーイングとの契約満了
- 2024年、ラブグラフ代表こまげと結婚[4]

## 人物・エピソード
- 兄と弟がいる[5]。
- おはガールとして共働した下垣真香とは同じ高校に通っていた[6]。
- 2010年7月、韓国のニュースサイトが「北朝鮮人民軍に所属する美人中尉」として誤報した[7]。

## 出演

### テレビドラマ
- CHiLDREN（2006年、WOWOW）
- 恋愛診断 第3章「制服のイブ」（2007年、テレビ東京） - バレエ部員 役
- 金曜ナイトドラマ ボーイズ・オン・ザ・ラン episode#7「帰ってきた男」（2012年、テレビ朝日） - 看護師 役
- 彼岸島（2013年、毎日放送） - 紅葉（冷の妹） 役
- 仮面ライダードライブ 第1・2話（2014年、テレビ朝日） - 澤井伊代 役
- 孤独のグルメ Season5 第1話 （2014年10月3日、テレビ東京） - 美女 役
- コントレール〜罪と恋〜 第2・4話（2016年、NHK） - 警察官 役

### バラエティ
- おはスタ（2005年4月 - 2007年3月、テレビ東京） - おはガール キャンディミント
- それ行け!Bibus学園（2008年1月 - 6月、スカパー! エンタ!371） - メインMC
- ミラクル☆BOMB学園（2008年7月 - 12月、スカパー! エンタ!371） - メインMC
- TOKYOヒットガール（2011年10月14日 - 2012年9月27日、日本テレビ） - レギュラー
- ドミソラ2（2016年4月2日 - 、福島放送） - ふくしままなぶリポーター
- ヒット!Navi（福島放送）

### その他のテレビ番組
- MVN（2012年10月3日 - 、あいテレビ） - ナレーション

### 映画
- -1〜ロドリゲスの運命〜（2007年11月17日 - 23日）
- となりの801ちゃん（2007年）
- 口裂け女2（2008年）
- Ki-Gai（2008年）- 主演
- Subramaniapuram（インド映画・2008年7月4日）
- GOTH（2008年12月）
- 銀座愛物語クラブアンダルシア（2009年1月）
- ひとりかくれんぼ 劇場版（2009年5月23日）
- SHORT MOVIE CRASH 2013 1st Crash（2013年10月26日）
- GOGOイケメン5（2013年7月6日）- ヒロイン
- アブダクティ（2013年2月22日）- 主演
- 魔女の宅急便（2014年3月1日） - カジカ 役
- 奴隷区 僕と23人の奴隷（2014年6月28日）
- 7s（2015年11月7日）

### 劇場アニメ
- アイス・エイジ2（2006年） - トリの子ども 役

### オリジナルビデオ
- となりの801ちゃん（2007年9月5日）
- 実録!呪われたUFO体験-Xファイル-「ナイトウォッチャー」（2007年10月26日）
- 他所属事務所プロデュースDVDに出演（2007年7月、12月）
- 奇街（2008年4月、禅ピクチャーズ） - 主演・竹取美樹 役
- 鎧武外伝 仮面ライダーデューク/仮面ライダーナックル（2015年11月11日） - アザミ 役

### 舞台
- 月の子供（2005年1月）
- たまご - ウェイバックマシン（2007年9月27日アーカイブ分）（2006年12月22日 - 24日、銀座小劇場） - 瞳 役
- The End Of Space（2008年7月25日 - 27日、銀座小劇場）
- 天元突破グレンラガン〜炎撃篇〜其の壱（2014年10月22日 - 27日、全労済ホールスペース・ゼロ） - アディーネ 役

### CM
- NTT東日本「レッツ FLET'S 冬のフェア」（2004年11月）
- 東京ディズニーシー「ハーバーサイド・クリスマス2004」（2004年11月）
- アシェット「まんがの達人」（2007年6月）
- ケイ・オプティコム「eo光テレビ」（2007年6月）
- Wiiソフト「ハッピーダンスコレクション」（2008年10月、ナムコ）
- マツモトキヨシ「週マツキヨ」
- 資生堂「ベネフィーク エステ 美貌の秘密篇」
- 日清のどん兵衛屋（赤坂サカス冬イベント「White Sacas」インフォマーシャルCM）
- NEC MEDIAS TAB「MEDIASな一日篇」（2012年3月）
- 株式会社エイチー「すぐ婚navi」（2012年）
- 株式会社モスフードサービスモスバーガー「リッチモスチーズバーガー篇」（2014年）
- 人材派遣会社 ホットスタッフ（2014年）
- レオパレス21「次の価値へ」編（2014年）
- バンダイナムコゲームス「美人OL」編、「キャラ」編（2014年）
- JR西日本『山陽新幹線全線開業40周年記念 関西ブランディングプロモーション「あしたセレンディピティ」 』（2015年）
- 小林製薬「セナキュア」（2016年）
- EPSON「ビジネスサーチ」（2021年）
- サッポロビール株式会社「ヱビス プレミアムセゾン」（2021年）
- 株式会社ユピテル「ユピ坊 YR-03」（2021年）

### 広告
- HONDA「Internavi」
- ディズニーカードクラブ「ディズニー×JCBカード」
- P＆Gウィスパー「ピュアはだ」

### インターネットテレビ
- ZARD 20th Anniversary Special -24時間ニコニコ生放送- - 『ZARD DINERから生放送!ユーザーと一緒に楽曲の魅力を徹底解剖♪』コーナーアシスタント

### PV
- 倉木麻衣「P.S♡MY SUNSHINE」（2005年6月1日）

## 作品

### 映像作品
- 麻亜里 いざない（2006年5月、アストロシステムジャパン）
- まあリズム Maarism（2008年1月16日、学習研究社）
- まあり1/2（2008年7月25日、リバプール）
- マーリの休日（2008年11月21日、リバプール）

## 書籍

### 写真集
- 麻亜里 まあリズム Maarism（2008年1月17日、学習研究社）

### 雑誌連載
- music freak Es「まあり道」（2012年4月 - ）

### 雑誌
- BOMB（学研）
- ピュア☆ピュア Vol.30（2005年4月、辰巳出版）
- ピチレモン 6月号（2005年6月、学習研究社）
- レモンティーンプラス Vol.4「Lemon Teen Club」（2005年11月、バウハウス）
- レモンティーンプラス Vol.6（2005年7月、バウハウス）
- レモンティーンプラス Vol.8（2006年3月、バウハウス）
- レモンティーンプラス Vol.9（2006年8月、バウハウス）
- ヤングチャンピオン Vol.17「旬感少女」（2006年8月、秋田書店）
- レモンティーンプラス Vol.10（2006年12月、バウハウス）
- ヤングアニマル No.6（2008年3月、白泉社）
- non-no モデルオーディション2011の最終選考選出